# بوشي هيث (محطة مترو أنفاق)
محطة بوشي هيث  لمترو الأنفاق، هي محطة تقع  في مدينة  بوشي هيث.